# Серовский механический завод
Серовский механический завод — советское и российское промышленное предприятие. Расположено в городе Серове Свердловской области на территории ПАО «Надеждинский металлургический завод».

## История
Серовский механический завод основан 1 ноября 1931 года, после передачи одного из цехов Надеждинского завода носившего название «Почтовый ящик 76» в ведение Всесоюзного Государственного Треста.
В годы Великой Отечественной войны завод (завод № 76 Наркомата боеприпасов) был награждён переходящими Красными знамёнами ЦК ВКП(б), ВЦСПС и Наркомата боеприпасов.
Завод в то время выпускал головки к БМ-13 («катюша»).
С 1966 года на заводе издаётся газета коллектива «Трудовая вахта».
В 1981 году завод отмечал 50-летний юбилей, был награждён Орденом Трудового Красного Знамени, причём орден вручал тогдашний первый секретарь свердловского обкома партии Б. Н. Ельцин. К 1981 году 680 работников завода награждены орденами и медалями, в том числе двое — Орденом Ленина.
В 90-е перестроечные годы производство ламповой продукции было свёрнуто, завод начал изготавливать бурильные трубы и замки к ним.
В 1999 году в составе завода основан швейный цех, который производит рабочую, спортивную и повседневную одежду, постельные принадлежности.
В 2011 году на заводе был серьёзно обновлён станочный парк.
В 2017 году Механический цех, ведущий историю ещё от Надеждинского метзавода отметил 100-летний юбилей, при этом восемь станков цеха работают с того времени, в том числе: зубофрезерный станок — с 1917 года, зубострогальный станок для обработки конических колёс — с 1926 года, а самый старый станок — 1892 года.

## Деятельность
В настоящее время предприятие производит инструмент для нефтедобывающей и горнорудной промышленности, геологоразведки, швейные изделия.